# José María Rolón
José María Rolón (Corrientes, Argentina, 1826 - Asunción, Paraguay, julio de 1862), sacerdote católico y político argentino, gobernador de la provincia de Corrientes, líder del partido federal local.
A los 18 años ingresó en el convento franciscano de Corrientes, y algún tiempo más tarde fue enviado al convento de Buenos Aires, donde se ordenó sacerdote en 1848. Se doctoró en teología y derecho canónico en 1851, y poco después de la batalla de Caseros fue canónigo honorario de la catedral porteña. Poco después fue enviado de regreso a Corrientes.
Abandonó la orden franciscana para ser sacerdote seglar. Dirigió el Colegio Argentino de su ciudad – luego Colegio Nacional de Corrientes – y, en 1855, fue también director general de escuelas provincial bajo el gobierno de Juan Pujol. Fue diputado provincial y uno de los autores de la constitución correntina de 1856.
En 1859 Pujol decidió resignar sus posibilidades de reelección. Eligió para sucederlo a un político prestigioso, pero sin poder político propio, el cura Rolón, que asumió el gobierno en diciembre de ese año.
El gobernador Rolón hizo un gobierno progresista, centrado en la educación y en las obras públicas. Reedificó el pueblo de Yapeyú; creó un registro civil que dejó en manos de los curas párrocos, pero que tenía carácter obligatorio y nivel provincial; creó una oficina especializada en las mensuras de campos; intentó la colonización del Chaco frente a las costas de su provincia.
Tuvo una actitud muy tolerante para con sus opositores, pero estos no le retribuyeron, y aprovecharon su tolerancia para intentar varias veces derribarlo.
Cuando llegó la noticia de la derrota federal en la batalla de Pavón, los liberales decidieron que la victoria unitaria les daba derecho a derrocar al gobernador legítimo. Una división comandada por el coronel Raimundo Reguera se amotinó, y el gobernador Rolón envió en su contra a las fuerzas provinciales, bajo el mando de Cayetano Virasoro, que decidió dar pelea a muerte. Fue derrotado en un pequeño encuentro en Cañada de Moreno, que no decidió nada.
Pero el gobernador vio que no podría vencer rápidamente a sus enemigos, que el gobierno nacional de Santiago Derqui había caído, que el gobernador entrerriano Urquiza estaba entregado a los vencedores, y que el ejército porteño de Bartolomé Mitre invadía victoriosamente las demás provincias. Es decir, aún en caso de resultar vencedor, sería enseguida atacado por los porteños. Entonces decidió evitar más derramamientos de sangre, y renunció en diciembre.
Virasoro renunció también para no tener que firmar la paz con los revolucionarios; en su lugar, Wenceslao Martínez, firmó un tratado que reconocía el derecho del partido liberal local de gobernar, ignorando al gobernador constitucional. Rolón fue acusado de conspirar a favor de Urquiza y arrestado; varias semanas después fue expulsado de la provincia, y se exilió en el Paraguay, país al que llegó en febrero de 1862.
Falleció en Asunción, capital de la República del Paraguay, en julio de 1862.